# John A. Alonzo
Pour les articles homonymes, voir Alonzo.
John A. Alonzo est un directeur de la photographie américain, né le 12 juin 1934 à Dallas (Texas) et mort le 13 mars 2001.
En 1974, il est nommé pour l'Oscar de la meilleure photographie et le BAFTA de la meilleure photographie pour son travail sur le film Chinatown de Roman Polanski.

## Filmographie sélective

### Cinéma
- 1971 : Point limite zéro (Vanishing Point) de Richard C. Sarafian
- 1971 : Harold et Maude (Harold and Maude) de Hal Ashby
- 1972 : Get to Know Your Rabbit de Brian De Palma
- 1974 : Chinatown de Roman Polanski
- 1975 : La Bonne Fortune de Mike Nichols
- 1975 : Adieu ma jolie de Dick Richards
- 1976 : La Chouette Équipe (The Bad News Bears) de Michael Ritchie
- 1979 : Norma Rae de Martin Ritt
- 1981 : La Grande Zorro de Peter Medak
- 1983 : Tonnerre de feu (Blue Thunder) de John Badham
- 1983 : Scarface de Brian De Palma
- 1984 : Runaway : L'Évadé du futur (Runaway) de Michael Crichton
- 1989 : Potins de femmes (Steel Magnolias) de Herbert Ross
- 1990 : Navy Seals : Les Meilleurs (Navy Seals) de Lewis Teague
- 1992 : Cool World de Ralph Bakshi
- 1993 : Meteor Man de Robert Townsend
- 1994 : Clifford de Paul Flaherty
- 1994 : Star Trek : Générations de David Carson
- 1998 : Lettres à un tueur (Letters From a Killer) de David Carson
- 2001 : Coup monté (The Prime Gig) de Gregory Mosher
- 2002 : Les Voyous de Brooklyn (Deuces Wild) de Scott Kalvert

### Télévision
- 2000 : Point limite (Fail Safe) (TV) de Stephen Frears

### Acteur
- 1960 : Les Sept Mercenaires (The Magnificent Seven) de John Sturges : Miguel, un villageois (crédité John Alonzo)
- 1966 et 1967 : Les Mystères de l'Ouest (The Wild Wild West), de Michael Garrison (série TV)
  - La Nuit du Cobra d'Or (The Night of the Golden Cobra), Saison 2 épisode 2, de Irving J. Moore (1966) : Sarrkan
  - La Nuit des Tireurs d'élite (The Night of the Surreal McCoy), Saison 2 épisode 23, de Alan Crosland Jr. (1967) : Lightnin' McCoy